# Секстілія
Секстілія (5 рік до н. е. — 69 рік н. е.) — давньоримська матрона, матір імператора Авла Вітеллія.

## Життєпис
Походила з роду нобілів Секстіліїв. Донька монетарія Марка Секстілі таі Фабії. Дружина Луція Вітеллія, консула 34 року. Народила від нього двох синів.
Мала репутацію чесної та гідної жінки, користувалася загальною повагою. З несхваленням поставилася до проголошення свого старшого сина імператором і не відчувала ніякої радості від його могутності. Вирушаючи на війну з Вітеллієм,імператор Отон вжив заходів для захисту Секстілії та забезпечення її безпеки.
Вступивши до Риму з перемогою, Вітеллій надав Секстілії титул Августи. За кілька днів до падіння Вітеллія Секстілія померла. За деякими повідомленнями, її заморив голодом син, за іншою версією — вона сама наклала на себе руки.

## Родина
Чоловік — Луцій Вітеллій, консул 34 року.
Діти:
- Авл Вітеллій, імператор 69 року.
- Луцій Вітеллій, консул-суфект 48 року.